# Adré

Adré (arabiska: أدري) är en stad i östra Tchad. Staden ligger i departementet Assoungha i regionen Ouaddaï. Den ligger nära Tchads gräns mot Sudan, cirka 400 meter bort. Vid folkräkningen 2009 hade staden 15 361 invånare.